# Investigació científica en l'Estació Espacial Internacional

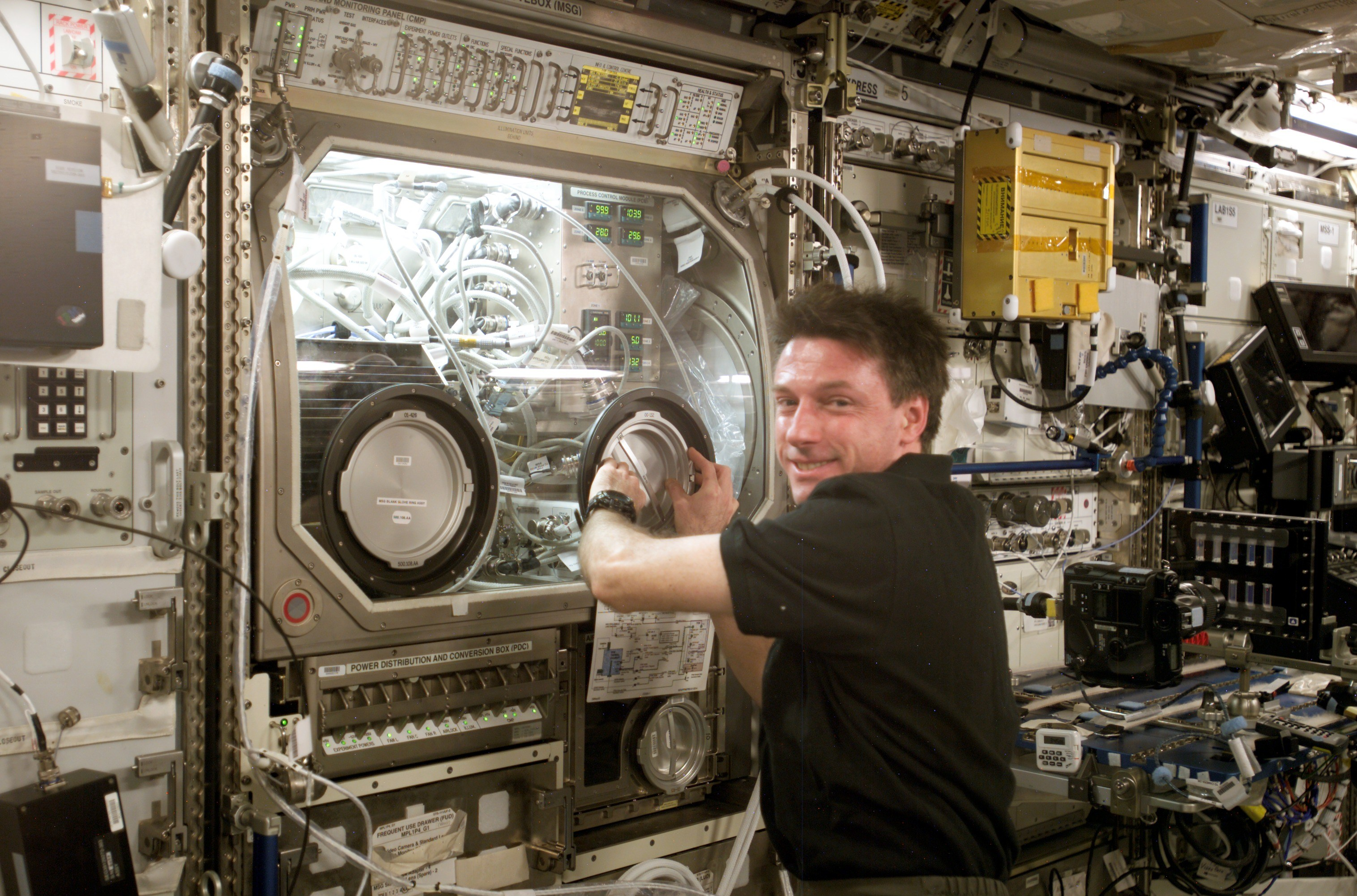
El Comandant i Oficial Científic de l'Expedició 8 Michael Foale condueix una inspecció al Microgravity Science Glovebox.

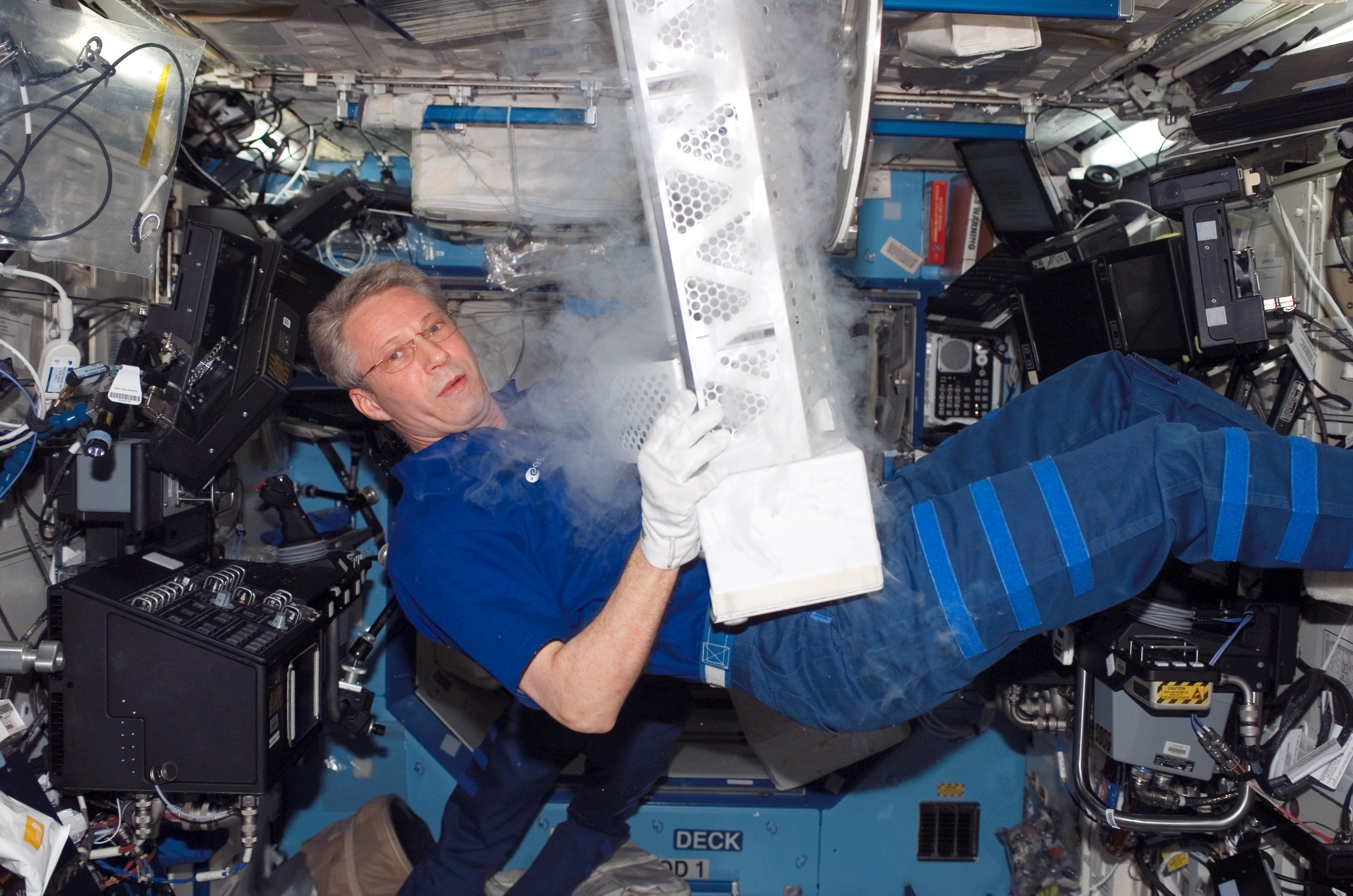
L'astronauta de l'ESA Thomas Reiter, especialista de la missió STS-116, treballa en la càrrega del Passive Observatories for Experimental Microbial Systems in Micro-G (POEMS) al Minus Eighty Degree Laboratory Freezer for ISS (MELFI) del laboratori Destiny.

La investigació científica en l'Estació Espacial Internacional és una col·lecció d'experiments que requereixen una o diverses condicions excepcionals presents en l'òrbita terrestre baixa. Els principals camps d'investigació són investigació en éssers humans, medicina espacial, ciències de la vida, ciències físiques, astronomia i meteorologia. La Llei d'Autorització de la NASA de 2005 va designar el segment nord-americà de l'Estació Espacial Internacional com un laboratori nacional amb l'objectiu d'augmentar l'ús de la ISS per altres agències federals i el sector privat.
La recerca a la ISS millora el coneixement sobre els efectes de l'exposició espacial a llarg termini en el cos humà. Els subjectes actualment en estudi inclouen atròfia muscular, pèrdua de massa òssia, i desplaçament de fluids. Les dades s'utilitzen per determinar si la colonització espacial i el vol espacial tripulat de llarga duració són factibles. A partir de 2006, les dades sobre la pèrdua òssia i atròfia muscular suggereixen que hi hauria un risc significatiu de fractures i problemes de moviment si els astronautes aterressin en un planeta després d'un llarg viatge interplanetari (com ara el temps de viatge de sis mesos requerit per al vol a Mart).
Llargs estudis mèdics es duen a terme a bord de la ISS a través de la National Space Biomedical Research Institute (NSBRI). Entre ells es destaca l'estudi Advanced Diagnostic Ultrasound in Microgravity en la qual els astronautes (inclosos els anteriors comandants de la ISS Leroy Chiao i Guennadi Pàdalka) realitzen ecografies d'ultrasons amb l'ajut dels experts a distància. L'estudi considera el diagnòstic i tractament de condicions mèdiques a l'espai. En general, no hi ha cap metge a bord de la ISS, i el diagnòstic de condicions mèdiques és un repte. Es preveu que les ecografies guiades remotament tindran aplicació a la Terra en situacions d'emergència i l'atenció rural on l'accés d'un metge és difícil.
Els investigadors estan estudiant l'efecte de la ingravidesa en l'entorn de l'estació sobre l'evolució, desenvolupament, el creixement i els processos interns de les plantes i els animals. En resposta a algunes d'aquestes dades, la NASA vol investigar els efectes de microgravetat en el creixement en tres dimensions, similars als teixits humans, i els cristalls de proteïnes inusuals que es poden formar a l'espai.
La investigació de la física de fluids en condicions de microgravetat permetrà als investigadors per modelar millor el comportament dels fluids. A causa que els líquids es poden combinar gairebé del tot en condicions de microgravetat, els físics investigen els líquids que no es barregen bé a la Terra. A més, un examen de les reaccions que són frenats per la baixa gravetat i les temperatures donarà als científics una millor comprensió de la superconductivitat.
L'estudi de la ciència de materials és una activitat important de la investigació en la ISS, amb l'objectiu d'obtenir beneficis econòmics a través de la millora de les tècniques usades a terra. Altres àrees d'interès inclouen l'efecte de l'ambient de baixa gravetat en la combustió, a través de l'estudi de l'eficiència de la combustió i el control d'emissions i contaminants. Aquestes troballes poden millorar el coneixement sobre la producció d'energia, i donar lloc a beneficis econòmics i ambientals. Les properes investigacions en la ISS examinaran aerosols, l'ozó, vapor d'aigua, i òxids en l'atmosfera terrestre, com també raigs còsmics, pols còsmica, antimatèria, i matèria fosca a l'univers.

## Equips científics en l'ISS
↑

Quan s'hagi completat, la ISS es compondrà d'un nombre de mòduls dedicats a l'activitat científica i també maquinari dissenyat per al mateix propòsit.

Mòduls de laboratoris:
- Columbus
- Destiny
- Kibo o el Japanese Experiment Module
- Poisk o Mini-Research Module 2
- Rassvet o Mini-Research Module 1
- Nauka o Multipurpose Laboratory Module (encara no s'ha llançat)

Maquinari científic que no està connectat a qualsevol mòdul laboratori:
- Alpha Magnetic Spectrometer o AMS
- Cupola
- ExPRESS Logistics Carriers o ELC[13]
- External Stowage Platforms (ESP)
- Orbital Replacement Units SPARES

### Columbus (mòdul de la ISS)
↑
Maquinari intern científic:
- Biological Experiment Laboratory (BioLab)
- European Drawer Rack (EDR)
- European Physiology Module (EPM)
- European Transportation Carrier (ETC)
- Fluid Science Laboratory (FSL)
- Microgravity Science Glovebox (MSG)
- Muscle Atrophy Research and Exercise System (MARES)

Maquinari extern científic:
- Columbus - External Payload Facility (Columbus-EPF)
- European Technology Exposure Facility (EuTEF)
- Sun Monitoring on the External Payload Facility of Columbus (SOLAR)

### Destiny (mòdul de la ISS)
↑
- Fluids and Combustion Facility (FCF)[14]
  - Combustion Integrated Rack (CIR)
  - Fluids Integrated Rack (FIR)
- ExPRESS Rack 1[15]
- ExPRESS Rack 2A[16]
- ExPRESS Rack 3A[17]
- ExPRESS Rack 4[18]
- ExPRESS Rack 5[19]
- ExPRESS Rack 6[20]
- Human Research Facility 1 (HRF-1)
- Human Research Facility 2 (HRF-2)[21]
- Materials Science Research Rack-1 (MSRR-1)
- Minus Eighty-Degree Laboratory Freezer for ISS (MELFI)
- Window Observational Research Facility (WORF)

### Kibo (mòdul de la ISS)
↑

Maquinari científic intern:
- Ryutai Experiment Rack (Ryutai)[23]
  - Fluid Physics Experiment Facility (FPEF)[24]
  - Solution Crystallization Observation Facility (SCOF)[25]
  - Protein Crystallization Research Facility (PCRF)[26]
  - Image Processing Unit (IPU)[27]
- Kobairo Rack :
  - Gradient Heating Furnace (GHF)[28]
- Saibo Experiment Rack (Saibo)[29]
  - Cell Biology Experiment Facility (CBEF)[30]
  - Clean Bench (CB)[31]
- Equips de suport dels laboratoris i altres petits instruments
  - The Minus Eighty Degree Celsius Laboratory Freezer for the International Space Station (MELFI)
  - Biological Experiment Unit (BEU)[32]
  - High Definition TeleVision transmitting system (HDTV)[33]
  - Passive Dosimeter for Life Science Experiments in Space (PADLES)[34]
  - Human Research Facility Holter Monitor[35]
  - Payload Laptop Terminal (PLT)[36]
  - Microgravity Measurement Apparatus (MMA),
  - Utility DC/DC Converter Unit (UDC)[36]

Maquinari científic extern:
- Japanese Experiment Module - Exposed Facility[37]

### Poisk (mòdul de la ISS)
↑
- Multipurpose workstation (MWS)

### Maquinari petit de l'ISS
↑
- Actiwatch (Actiwatch)[38]
- BioServe Culture Apparatus (BCA)[39]
- Biological Research in Canisters for OptiCells (BRIC-Opti)[40]
- Human Research Facility Continuous Blood Pressure Device (CBPD)[41]
- Hand Grip Dynamometer Pinch Force Dynamometer (HGD-PFD)[42]
- Human Research Facility Holter Monitor (Holter)[43]
- Kennedy Space Center Fixation Tube (KFT)[44]
- Portable Clinical Blood Analyzer - i-STAT (PCBA)[45]
- Radiation Area Monitor (RAM)[46]
- Tissue Equivalent Proportional Counter (TEPC)[47]
- Urine Monitoring System (UMS)[48]
- Vegetable Production System (Veggie)[49]

### Subracks de l'ISS
↑
- Advanced Biological Research System (ABRS)[51]
- Advanced Protein Crystallization Facility (APCF)[52]
- ARCTIC Refrigerator-Freezer (ARCTIC)[53]
- Biotechnology Specimen Temperature Controller (BSTC)[54]
- Biotechnology Temperature Refrigerator (BTR)[55]
- Boiling Experiment Facility (BXF)[56]
- Clean Bench (CB)[57]
- Cell Biology Experiment Facility (CBEF)[58]
- Commercial Generic Bioprocessing Apparatus (CGBA)[59]
- Commercial Plant Biotechnology Facility (CPBF)[60]
- Commercial Refrigerator Incubator Module - Modified (CRIM-M)[61]
- European Modular Cultivation System (EMCS)[62]
- Fluid Physics Experiment Facility (FPEF)[63]
- Flywheel Exercise Device (FWED)[64]
- Image Processing Unit (IPU)[65]
- Mice Drawer System Facility (MDS_Facility)[66]
- Microgravity Vibration Isolation Subsystem (MVIS)[67]
- Portable Astroculture Chamber (PASC)[68]
- Protein Crystal Growth - Single Locker Thermal Enclosure System (PCG-STES)[69]
- Protein Crystallization Research Facility (PCRF)[70]
- Pulmonary Function System (PFS)[71]
- Portable Glovebox (PGB)[72]
- Refrigerated Centrifuge (RC)[73]
- Solution Crystallization Observation Facility (SCOF)[74]
- Space Linear Acceleration Mass Measurement Device (SLAMMD)[75]
- Human Research Facility Ultrasound on the International Space Station (Ultrasound)[76]

### ISS Stowage
↑
- Autonomous Biological System (ABS)[77]
- Advanced Space Experiment Processor (ADSEP)[78]
- Astro Garden[79]
- Biological Research in Canisters (BRIC)[80]
- Cell Culturing (CellCult)[81]
- Group Activation Pack - Fluid Processing Apparatus (GAP-FPA)[82]
- Granada Crystallization Facility (GCF)[83]

### ISS Mid-deck Locker
↑
- Avian Development Facility (ADF)[85]
- Animal Enclosure Module (AEM)[86]
- General Laboratory Active Cryogenic ISS Experiment Refrigerator (GLACIER)[87]
- Microgravity Experiment Research Locker Incubator (MERLIN)[88]
- T-Cell Growth System (T-CGS)[89]

### ISS Mid-deck Locker Insert
↑
- Biotube[90]
- Kennedy Space Center Gaseous Nitrogen Freezer (GN2)[91]

## Activitat científica de la CSA a l'ISS
↑

### Experiments
↑
- APEX-CAMBIUM - Advanced Plant Experiments on Orbit[93]

Funded by the Canadian Space Agency (CSA), APEX-Cambium will help determine the role gravity plays in trees forming different kinds of wood.
- BCAT-5 - Binary Colloidal Alloy Test[94]
- BISE - Bodies In the Space Environment[95]
- CCISS - Space travel can be dizzying[96]
- EVARM - Radiation monitoring experiment[97]

Radiation monitoring experiment is called EVARM and it was conducted in 2002 and 2003
- H-Reflex (Experiment de l'ISS)[98]
- MEIS-2 (Experiment de l'ISS)[99]
- MVIS (Experiment de l'ISS)[100]
- PMDIS (Experiment de l'ISS)[101]
- SODI-IVIDIL (Experiment de l'ISS)[102]
- RaDI-N (Experiment de l'ISS)[103]

### Camps
↑
- Space Medicine[104]

## Activitat científica de l'ESA a l'ISS
↑
Programa científic de l'ESA per a Ciències de la Vida i la física es defineix i s'origina en l'ELIPS: European Programme for Life and Physical Sciences

### Ciències de la Vida
↑

#### Biologia
- Characterisation of the effects of microgravity on the mechanism of action of Vitamin D in Osteoblasts (VITAMIND)[108]
- Embryonic development of amphibians in weightlessness (AQUARIUS)[109]
- ROle of Apoptosis in Lymphocyte Depression (ROALD)[110]

#### Funció cardiovascular
↑
- Un model per a la investigació dels mecanismes de les malalties del cor i els mecanismes d'activació de l'activitat simpàtica en els éssers humans durant els vols espacials (CARD)[111]

Una descripció de l'experiment i el rendiment de l'experiment està publicat en l'Erasmus Experiment Archive (EEA) de l'ESA i a més un compte de condensat de la finalitat experiements i fundació s'ha proporcionat en el Spaceflight Science Newsletter no.1, 2010. L'experiment necessita 8-10 subjectes de prova humans per raons estadístiques mèdiques, perquè pugui ser completat. L'experiment prova dues hipòtesis que es basen en una investigació de més de dues dècades de duració en la comprensió de la reacció del sistema cardiovascular a l'exposició a la microgravetat. Les respostes que es poden observar en l'espai en les zones d'ajust de la pressió arterial, la resistència a la circulació, el farcit de fluid dels teixits i l'excreció d'orina, etc no encaixen completament amb les teories. Per tant, les noves teories sobre com les reaccions observables podria ser explicades.
- Blood pressure circadian rhythms in weightlessness (BMI)[112]
- Blood pressure Measurement Instrument (BMI)[113]
- CARDIOCOG-2[114][115][116]
- Cardiovascular adaptation to weightlessness (RHYTHM)[117]
- Effects of microgravity on the peripheral subcutaneous veno-arteriolar reflex in humans. (XENON-1)[118]
- Measurement of heart rate, blood pressure, respiration and blood flow to obtain heart rate variability, blood pressure variability and blood distribution. (SPACE RHYTHMS)[119]
- One-day (24-hour) pattern of blood pressure and heart rate in weightlessness (CIRCA)[120]
- Physiological parameters that predict orthostatic intolerance after spaceflight (AORTA)[121][122]
- Physiological Parameters That Predict Orthostatic Intolerance After Spaceflight (HEART)[123]
- Studies of airway inflammation during space flight (NOA-1)[124][125]
- Studies of venous gas emboli during extravehicular activity procedures (NOA-2)[126]
- Study of the evolution of cardiovascular deconditioning phenomena under weightless conditions (CARDIOSCIENCE)[127]

#### Biologia cel·lular i molecular
↑
- Bone cell mechanosensitivity in weightlessness (FLOW)[128]
- Chromosomal aberrations in blood lymphocytes of astronauts (CHROMOSOME)[129]
- Chromosomal aberrations in blood lymphocytes of astronauts (CHROMOSOMES)[130]
- CHROMOSOME-2[131][132][133][134]
- Cosmic radiation and microgravity related oxidative stress (RAMIROS)[135]
- Effects of microgravity on expression of calcium channels in myocyte - MYOCYTE[136]
- Expression of microbial genes in space (GENE)[137]
- Fischer Rat Thyroid Low serum 5% (FRTL5)[138]
- Microbiological Experiment on Space Station About Gene Expression (MESSAGE)[139][140]
- Natural killer cell activity in microgravity - NKA[141]
- Signalling through Rho GTPases in microgravity (RHO SIGNALLING)[142]
- Yeast In No Gravity - Part 1 (YING-A)[143]
- Yeast In No Gravity - Part 2 (YING-B)[144]

#### Biologia del desenvolupament
↑
- Effects of the gravity altered environment on Drosophilia motility, behaviour and ageing (AGEING)[145]
- First International C.elegans Experiment: Physiological and genomic study of a nematode worm in space (ICE-first)[146]
- The antibody V(D)J recombination machinery in normal and altered gravity - AMPHIBODY[147]

#### Educació
↑
- A demonstration of Newton's Three Laws of Motion (VIDEO-2)[148]
- Amateur Radio on ISS (ARISS)[149]
- A test of the basic principles of mechanics (THEBAS)[150]
- Determination of the effect of gravity on the development of a colony of bacteria (WINOGRAD)[151]
- DVD 4[152]
- Electronic - Learning (E-Learning)[153]
- Erasmus Recording Binocular 2 (ERB-2)[154]
- Erasmus Recording Binocular (ERB)[155]
- Neo-Cartilage Formation in Microgravity Environment (CHONDRO)[156]
- Seeds in Space (SEEDS)[157]
- Study of output of bacterial fuel cells in weightlessness (BugNRG)[158]
- Study of the behaviour of a rigid body rotating around its centre of mass (APIS)[159]
- VIDEO-3 (VI3): Filmed demonstrations of the effects of weightlessness on the human body.[160]

#### Endocrinologia i metabolisme
↑
- Cell-Cell Interaction of Monocytes and T-Lymphocytes in microgravity - MIA[161]
- IMMUNO[162]
- Nerve Growth Factor (NGF)[163]
- Neuroendocrine and immune responses in humans during and after long term stay at ISS (IMMUNO)[164][165]
- Role of weightlessness on actin metabolism in mammalian cells (ACTIN)[166]
- Sympathoadrenal activity in humans during spaceflight (SYMPATHO)[167][168][169][170]

#### Exobiologia
↑
- Dosimetry for biological experiments in space (DOBIES)[171]
- Molecular adaptation strategies of micro-organisms to different space and planetary UV climate conditions (ADAPT)[172]
- EXPOSE - Photo- and exobiology experiment (EXPOSE-R and EXPOSE-E)[173]
- PRebiotic Organic ChEmistry on Space Station (PROCESS)[174]
- Resistance of lichens and lithic fungi at space conditions (LIFE)[175]
- Resistance of spacecraft isolates to outer space for planetary protection purposes (PROTECT)[176]
- Testing the plant seed as a terrestrial model for panspermia vehicle and as a source for universal UV screens (SEEDS)[177]

#### Balanç de líquids i la funció renal
↑
- Renal stone risk during spaceflight: Assessment and countermeasure validation (RENAL STONE)[178]

#### Factors humans
↑
- Cardiac Adapted Sleep Parameters Electrocardiogram Recorder (CASPER)[179]
- Cultural determinants of performance and error management at the International Space Station (CULT)[180][181]

#### Fisiologia humana
↑
- Ambiguous Tilt and Translation Motion Cues After Space Flight (Zag)[182]
- Astronaut's Energy Requirements for Long-Term Space Flight (ENERGY)[183]
- Bone Proteomics (BOP)[184]
- Otolith Assessment During Postflight Re-adaptation (Otolith)[185]
- Physiological analysis of skin in space (SKIN)[186]
- SOdium LOading in Microgravity (SOLO)[187]
- The effect of gravitational context on EEG dynamics: A study of spatial cognition, novelty processing and sensorimotor integration (NEUROSPAT)[188]
- Validation of Centrifugation as a Countermeasure for Otolith Deconditioning During Spaceflight (Spin)[189]

#### Immunologia i hematologia
↑
- Blood and Oxidative Stress[190]
- Effects of microgravity on the haemopoietic system: A study on neocytolysis (NEOCYTOLYSIS)[191]
- Monitoring Latent Virus Reactivation and Shedding in Crewmembers (VIRUS)[192]
- PAthway DIfferent ACtivators (PADIAC)[193]
- Role of interleukin-2 receptor in signal transduction and gravisensing threshold of T-lymphocytes (LEUKIN)[194]
- Space flight induced reactivation of latent Epstein-Barr virus (EPSTEIN-BARR)[195]
- The influence of weightlessness on the activation of NF-κB protein (KAPPA)[196]

#### Medicina/Salut
↑
- Long Term Microgravity: A Model for Investigating Mechanisms of Heart Disease with New Portable Equipment (CARD)[197]
- Ambiguous Tilt and Translation Motion Cues After Space Flight (Zag)
- SOdium LOading in Microgravity (SOLO)

#### Microbiologia
↑
- Bacteria Adaptation to Space Environment - Part 1 (BASE-A)[198]
- Microbial Growth Kinetics Under Conditions of Microgravity (Biokin)[199]
- Microbial life in Space: Response to environmental factors in a space vehicle (MICROSPACE)[200]
- Molecular and physiological analysis of bacterial samples isolated from manned spacecraft (SAMPLE)[201]
- SAMPLE[202]
- Study of the composition, physiology and possible adaptation of microbial communities exposed to weightlessness (SAMPLE)[203]

#### Sistema de múscul/esquelet
↑
- Crews Health: Investigation on Reduced Operability (CHIRO)[204]
- Hand Posture Analyser (HPA)[205]
- Low Back Pain[206]
- Low back pain (MUSCLE)[207]
- Neo-Cartilage Formation in Microgravity Environment (CHONDRO)[208]
- Response to microgravity of adult stem cells and osteoprogenitors from bone marrow - STROMA 2[209]
- Study of lower back pain in astronauts during spaceflight (MUSCLE)[210]

#### Neurobiologia
↑
- Crickets In Space 2 (CRISP-2)[211]
- The effect of gravitational context on EEG dynamics: A study of spatial cognition, novelty processing and sensorimotor integration (NEUROSPAT)[212]

#### Neurociència
↑
- An investigation of space radiation effects on the functional state of the central nervous system and an operator's working capacity (ALTEINO)[213]
- Cognitive process for 3-D orientation perception and navigation in weightlessness (COGNI)[214]
- Directed attention brain potentials in virtual 3D space in weightlessness (NEUROCOG)[215][216]
- Eye Tracking Device (ETD)[217][218]

- Mental Representation of Spatial Cues During Space Flight (3D-Space)[221]
- Motion perception: Vestibular adaptation to G-transitions (MOP)[222][223]
- On the contribution of visceral receptors to the sense of subjective vertical[224]
- Sleep-wake actigraphy and light exposure during spaceflight (SLEEP)[225]
- Stress, cognition and physiological response during spaceflight. (COGNISPACE)[226]

#### Biologia vegetal i fisiologia
↑
- Agrospace Experiments Suite[227]
- Arabidopsis Thaliana in Space: Perception of Gravity, Signal Transduction and Graviresponse in Higher Plants (AT-Space)[228]
- Effects of the space environment on the nuclear structure and function of plant root meristematic cells grown in microgravity (ROOT)[229]
- Influence of gravity on the cytoskeleton and the determination of the division plane in plants (TUBUL)[230]
- Study into interaction of effect of light and gravity on the growth processes of plants (GraPhoBox)[231]
- Threshold Acceleration for Gravisensing (GRAVI 1)[232]
- Vine In Near Orbit (VINO)[233]
- Waving and Coiling of Arabidopsis Roots at Different g-levels (WAICO)[234]
- TROPI, or "Analysis of a Novel Sensory Mechanism in Root Phototropism"
- Zucchini plant grown for research -[235]

#### Aspectes psicològics
↑
- Special Event Meals (SEM)[236]

#### Biologia de la radiació
↑
- Advanced Dosimetric Telescope on EuTEF (DOSTEL)[237]
- ALTEINO long term monitoring of cosmic rays on the International Space Station (ALTCRISS)[238][239][240]
- Biodosimetry in astronauts[241]
- MATROSHKA-1[242]
- Mesurament dels riscos de radiació en l'espai (MATROSHKA-2a)[243][244][245]
- Estudi de la distribució de dosi en profunditat a l'interior d'un maniquí fent servir els equips Matroshka a bord del segment rus de l'Estació Espacial Internacional (MATROSHKA-2B)[246]

#### Funció respiratòria
↑
- Cardiorespiratory adaptation to the space environment (CARDIORESPIR)[247]
- ESANO-1[248]
- ESANO-2[249]

### Ciències físiques
↑

#### Física atmosfèrica
↑
- Lightning and Sprites Observations (LSO)[250][251][252][253]

#### Combustió
↑
- Combustion synthesis under microgravity conditions (COSMIC)[254]

#### Observació terrestre
↑
- Earth Viewing Camera (EVC)[255]
- Observation of environmental phenomena (IMEDIAS)[256]

#### Educació
↑
- A demonstration of physical phenomena in space. (VIDEO)[257]
- Amateur Radio on ISS (ARISS)[258][259][260][261]
- Earth Viewing Camera (EVC)[262]
- Electrostatic Self-Assembly Demonstration (ESD)[263]
- Oil emulsion experiment[264]

#### Electromagnetisme
↑
- SOLar Auto-Calibrating EUV/UV Spectrophotometers (SOLACES)

- SOLar SPECtral Irradiance Measurements (SOLSPEC)[266]
- SOlar Variable and Irradiance Monitor (SOVIM)[267]

#### Física de fluids
↑
- Selectable Optical Diagnostics Instrument-Influence of VIbrations on DIffusion of Liquids (SODI-IVIDIL)[268]
- Simulation of Geophysical Fluid Flow Under Microgravity (Geoflow)[269]

#### Escumes
↑
- Foam Casting and Utilization in Space (FOCUS)Foam Casting and Utilization in Space (FOCUS)[270]
- Foam-Stability (Foam-Stability)[271]

#### Física fonamental
↑
- Influence of mass transport and surface growth processes on protein crystal perfection (PCDF/PROTEIN)[272]

#### Aliatges metàl·lics
↑
- Columnar-to-Equiaxed Transition in Solidification Processing and Microstructure Formation in Casting of Technical Alloys under Diffusive and Magnetically Controlled Convective Conditions (CETSOL and MICAST)[273]

#### Estabilitat morfològica i microestructures
↑
- Study of aggregation mechanism and kinetics of ZSM-5 and Silicalite-1 nanoslabs into ZSM-5 / Silicalite-1 hybrid phases under microgravity conditions (NANOSLAB)[274]
- Study of the structure and morphology of zeogrids obtained under microgravity conditions (ZEOGRID)[275]

#### Física del plasma
↑
- Atomic densities measured Radially in metal halide lamps under microGravity conditions with Emission and absorption Spectroscopy (ARGES)[276]
- PKE Nefedov plasma crystal experiment[277][278] (experiment rus/alemany, 1998 - 2004)
- PK-3 Plus plasma crystal experiment[279][280][281] (experiment rus/alemany)

#### Propietats dels compostos orgànics
↑
- Diffusion coefficients in crude oils (DCCO)[282]

#### Protein Crystal Growth
↑
- Defects in biomolecular crystals induced by growth in space and on Earth (PROMISS)[283]
- Granada Crystallisation Facility (GCF)[284]
- PROMISS-4[285]

#### Dosimetria de la radiació
↑
- Active monitoring of the UV and ionising radiation conditions (R3D)[286]
- Advanced Dosimetric Telescope on EuTEF (DOSTEL)[287]
- Dose Distribution inside ISS (DOSIS)[288]
- Material Exposure and Degradation Experiment (MEDET)[289]
- Particle Flux Demonstrator (Particle_Flux)[290]
- Study of the depth dose distribution inside a human phantom using the MATROSHKA facility on board the Russian Segment of the International Space Station (MATROSHKA-2B)[291]
- Tribology properties of materials in space (TRIBOLAB)[292]
- Under The Background Influence (UTBI)[293]

#### Solució de creixement
↑
- Study of aggregation mechanism and kinetics of ZSM-5 and Silicate-1 nanoslabs into ZSM-5/Silicate-1 hybrid phases under near weightless conditions (NANOSLAB)[294]

#### Tecnologia espacial
↑
- Evaluation of a multi-purpose bag specially designed to assist an astronaut to manipulate objects in a weightless environment (MIRSUPIO)[295]
- Functional in-orbit test of a new integrated crew garment system (VEST)[296]
- Heat transfer performances of a grooved heat pipe (HEAT)[297]
- Mouse Telemeter: Calibration of STAR accelerometers (MOT)[298]
- Study of particle spectra and their influence on advanced components (SPICA-S)[299]
- Tactile display aided orientation awareness (SUIT)[300]

#### Tecnologia
↑
- 3D Camera (3DC)[301]
- Analysis Experimentation Implementation Algorithms[302]
- Electric Nose Monitoring (ENM)[303]
- Electronics Space Test (EST)[304]
- Erasmus Recording Binocular 2 (ERB-2)[305]
- Erasmus Recording Binocular (ERB)[306]
- Esperimento di Navigazione per Evento Italiano Dimostrativo di EGNOS (ENEIDE)[307]
- EuTEMP[308]
- Food Tray in Space (FTS)[309]
- Garments for Orbital Activities in weightLessness (GOAL) and Vestibular Adaptation to G-Transitions: Motion Perception (GOAL/MOP)[310]
- Heart Beat Monitoring (HBM)[311]
- Low Altitude Zone Ionising Observatory (LAZIO)[312]
- Specular Point-like Quick Reference (SPQR)[313]

## Activitats científiques de la JAXA
↑

### Experiments
↑
- [317]
- Chaos, Turbulence and its Transition Process in Marangoni Convection Marangoni Exp (Fluid Physics Experiment Facility (FPEF))[318]
- Spatio-temporal Flow Structure in Marangoni Convection (Marangoni UVP/MaranGoniat) (Fluid Physics Experiment Facility (FPEF))[319]
- Experimental Assessment of Dynamic Surface Deformation Effects in Transition to Oscillatory Thermo capillary Flow in Liquid Bridge of High Prandtl Number Fluid (Fluid Physics Experiment Facility (FPEF))[320]
- Pattern Formation during Ice Crystal Growth (Ice Crystal) (Solution Crystallization Observation Facility (SCOF))[321]
- Investigation on Mechanism of Faceted Cellular Array Growth (Facet) (Solution Crystallization Observation Facility (SCOF))[322]
- Growth of Homogeneous SiGe Crystals in Microgravity by the TLZ Method (Hicari) (Gradient Heating Furnace (GHF))
- Gene expression of p53-regulated Genes in Mammalian Cultured Cells after Exposure to Space Environment (Rad Gene)[323]
- Detection of Changes in LOH Profile of TK mutants of Human Cultured Cells (LOH)[324]
- Control of cell differentiation and morphogenesis of amphibian culture cells (Dome Gene)
- Integrated Assessment of Long-term Cosmic Radiation Through Biological Responses of the Silkworm, Bombyx mori, in Space (Rad Silk)[325]
- RNA interference and protein phosphorylation in space environment using the nematode Caenorhabditis elegans (CERISE)
- Cbl-Mediated Protein Ubiquitination Downregulates the Response of Skeletal Muscle Cells to Growth Factors in Space (Myo Lab)
- Hydrotropism and Auxin-Inducible Gene Expression in Roots Grown under Microgravity Conditions (Hydro Tropi)[326]
- Biological effects of space radiation and microgravity on mammalian cells (Neuro Rad)
- Life Cycle of Higher Plants under Microgravity Conditions (Space Seed)[327]
- Regulation by Gravity of Ferulate Formation in Cell Walls of Rice Seedlings (Ferulate)[328]

#### Camps d'Investigació Aplicada
↑
- High Quality Protein Crystallization Research (HQPC)[329]
- Applied research core center promotion program New material development (Protein Crystallization Research Facility (PCRF))
- Applied research core center promotion program Dynamics of Interfaces (Cell Biology Experiment Facility (CBEF))

#### Desenvolupament tecnològic espacial
↑
- Passive Dosimeter for Life Science Experiments in Space (PADLES)[330]
- High Definition TeleVision transmitting system (HDTV)[331]
- Varidation of On-orbit Digital Holter ECG Monitoring[332]
- Bisphosphonates as a Countermeasure to Space Flight Induced Bone Loss[333]

#### Educació i Cultura
↑
- Space Poem Chain (Experiment de l'ISS)[334]
- Missions pilot per a la utilització de la cultura i de la humanitat i les ciències socials

#### Camps d'utilització comercial
↑

Els honoraris d'utilització del Kibo estan a disposició dels grups de recerca sense restriccions per a l'ús comercial. Els costos involucrats en l'operació aniran a càrrec de cada usuari. Els resultats obtinguts a través de la utilització pertanyerà l'usuari.

#### Exposed Facility (EF) Experiments
↑
- Monitor of All-sky X-ray Image (MAXI)[335]
- Space Environment Data Acquisition Equipment - Attached Payload (SEDA-AP)[336]
- Superconducting Submillimeter-Wave Limb Emission Sounder (SMILES)[337]

## Activitat científica de la NASA
↑

### Recerca en Éssers Humans
↑

#### Efecte dels vols espacials prolongats en el múscul esquelètic humà (Biòpsia)
- Bisphosphonates as a Countermeasure to Space Flight Induced Bone Loss (Bisphosphonates)[341]
- Commercial Biomedical Testing Module: Effects of Osteoprotegerin on Bone Maintenance in Microgravity (CBTM)[342]
- Commercial Biomedical Test Module - 2 (CBTM-2)[343]
- Foot Reaction Forces During Space Flight (Foot)[344]
- Effects of Altered Gravity on Spinal Cord Excitability (H-Reflex)[345]
- Hand Posture Analyzer (HPA)[346]
- Renal Stone Risk During Spaceflight: Assessment and Countermeasure Validation (Renal_Stone)[347]
- Spinal Elongation and its Effects on Seated Height in a Microgravity Environment (Spinal_Elongation)[348]
- Subregional Assessment of Bone Loss in the Axial Skeleton in Long-term Space Flight (Subregional_Bone)[349]

#### Sistemes cardiovasculars i respiratoris
↑
- Cardiovascular and Cerebrovascular Control on Return from ISS (CCISS)[350]
- Cardiac Atrophy and Diastolic Dysfunction During and After Long Duration Spaceflight: Functional Consequences for Orthostatic Intolerance, Exercise Capability and Risk for Cardiac Arrhythmias (Integrated_Cardiovascular)[351]
- Test of Midodrine as a Countermeasure Against Post-flight Orthostatic Hypotension - Long (Midodrine-Long)[352]
- Test of Midodrine as a Countermeasure Against Post-flight Orthostatic Hypotension - Short Duration Biological Investigation (Midodrine-SDBI)[353]
- The Effects of EVA and Long-Term Exposure to Microgravity on Pulmonary Function (PuFF)[354]
- Evaluation of Maximal Oxygen Uptake and Submaximal Estimates of VO2max Before, During, and After Long Duration International Space Station Missions (VO2max)[355]
- Effect of Microgravity on the Peripheral Subcutaneous Veno-Arteriolar Reflex in Humans (Xenon1)[356]

#### Equip de sistemes de salut
↑
- IntraVenous Fluid GENeration for Exploration Missions (IVGEN)[357]
- Stability of Pharmacotherapeutic and Nutritional Compounds (Stability)[358]

#### Comportament i rendiment humà
↑
- Bodies In the Space Environment: Relative Contributions of Internal and External Cues to Self - Orientation, During and After Zero Gravity Exposure (BISE)[359]
- Crewmember and Crew-Ground Interaction During International Space Station Missions (Interactions)[360]
- Behavioral Issues Associated with Isolation and Confinement: Review and Analysis of ISS Crew Journals (Journals)[361]
- Sleep-Wake Actigraphy and Light Exposure During Spaceflight-Long (Sleep-Long)[362]
- Sleep-Wake Actigraphy and Light Exposure During Spaceflight-Short (Sleep-Short)[363]
- Human Factors Assessment of Vibration Effects on Visual Performance During Launch (Visual_Performance)[364]

#### Sistema immunitari
↑
- Differentiation of Bone Marrow Macrophages in Space (BONEMAC)[365]
- Cell Culture Module - Immune Response of Human Monocytes in Microgravity (CCM-Immune_Response)[366]
- Cell Culture Module - Effect of Microgravity on Wound Repair: In Vitro Model of New Blood Vessel Development (CCM-Wound_Repair)[367]
- Space Flight Induced Reactivation of Latent Epstein-Barr Virus (Epstein-Barr)[368]
- Validation of Procedures for Monitoring Crewmember Immune Function (Integrated_Immune)[369]
- Incidence of Latent Virus Shedding During Space Flight (Latent_Virus)[370]

#### Fisiologia integrada
↑
- Advanced Diagnostic Ultrasound in Microgravity (ADUM)[371]
- Nutritional Status Assessment (Nutrition)[372]
- Dietary Intake Can Predict and Protect Against Changes in Bone Metabolism during Spaceflight and Recovery (Pro_K)[373]
- National Aeronautics and Space Administration Biological Specimen Repository (Repository)[374]

#### Sistemes neurològics i vestibulars
↑
- ELaboratore Immagini TElevisive - Space 2 (ELITE-S2)[375]
- Promoting Sensorimotor Response Generalizability: A Countermeasure to Mitigate Locomotor Dysfunction After Long-Duration Space Flight (Mobility)[376]
- Bioavailability and Performance Effects of Promethazine During Space Flight (PMZ)[377]

#### Radiació
↑
- Anomalous Long Term Effects in Astronauts' Central Nervous System (ALTEA)[378]
- Anomalous Long Term Effects in Astronauts' Central Nervous System - Shield (ALTEA-Shield)[379]
- Bonner Ball Neutron Detector (BBND)[380]
- Chromosomal Aberrations in Blood Lymphocytes of Astronauts (Chromosome)[381]
- Dosimetric Mapping (DOSMAP)[382]
- A Study of Radiation Doses Experienced by Astronauts in EVA (EVARM)[383]
- Organ Dose Measurement Using the Phantom Torso (Torso)[384]
- Mental Representation of Spatial Cues During Space Flight (3D-Space)[385]

#### Altres experiments del camp
↑
- Long Term Microgravity: A Model for Investigating Mechanisms of Heart Disease with New Portable Equipment (Card)[386]
- Cytogenetic Effects of Ionizing Radiation in Peripheral Lymphocytes of ISS Crewmembers (Chromosome-2)[387]
- Astronaut's Energy Requirements for Long-Term Space Flight (Energy)[388]
- Neuroendocrine and Immune Responses in Humans During and After Long Term Stay at ISS (Immuno)[389]
- Motion Perception: Vestibular Adaptation to G-Transitions (MOP)[390]
- Study of Low Back Pain in Crewmembers During Space Flight (Mus)[391]
- Otolith Assessment During Postflight Re-adaptation (Otolith)[392]
- Perceptual Motor Deficits in Space (PMDIS)[393]
- Psychomotor Vigilance Self Test on the International Space Station (Reaction_Self_Test)[394]
- Study of Microbial Communities Exposed to Weightlessness (Sample)[395]
- SOdium LOading in Microgravity (SOLO)[396]
- Validation of Centrifugation as a Countermeasure for Otolith Deconditioning During Spaceflight (Spin)[397]
- Test of Reaction and Adaptation Capabilities (TRAC)[398]
- Ambiguous Tilt and Translation Motion Cues After Space Flight (Zag)[399]

### Biologia i biotecnologia
↑

#### Biologia animal
- Fungal Pathogenesis, Tumorigenesis, and Effects of
Host Immunity in Space (FIT)[401]
- Mice Drawer System (MDS)[402]

#### Biologia cel·lular i biotecnologia
↑
- Avian Development Facility - Development and Function of the Avian Otolith System in Normal Altered Gravity Environments (ADF-Otolith)[403]
- Avian Development Facility - Skeletal Development in embryonic Quail (ADF-Skeletal)[404]
- Cellular Biotechnology Operations Support Systems: Human Renal Cortical Cell Differentiation and Hormone Production (CBOSS-01-02-Renal)[405]
- Cellular Biotechnology Operations Support Systems: Use of NASA Bioreactor to Study Cell Cycle Regulation: Mechanisms of Colon Carcinoma Metastasis in Microgravity (CBOSS-01-Colon)[406]
- Cellular Biotechnology Operations Support Systems: Evaluation of Ovarian Tumor Cell Growth and Gene Expression (CBOSS-01-Ovarian)[407]
- Cellular Biotechnology Operations Support Systems: PC12 Pheochromocytoma Cells - A Proven Model System for Optimizing 3-D Cell Culture Biotechnology in Space (CBOSS-01-PC12)[408]
- Cellular Biotechnology Operations Support Systems:Production of Recombinant Human Erythropoietin by Mammalian Cells (CBOSS-02-Erythropoietin)[409]
- Cellular Biotechnology Operations Support Systems: The Effect of Microgravity on the Immune Function of Human Lymphoid Tissue (CBOSS-02-HLT)[410]
- Cellular Biotechnology Operations Support Systems: Fluid Dynamics Investigation (CBOSS-FDI)[411]
- Commercial Generic Bioprocessing Apparatus -
Antibiotic Production in Space (CGBA-APS)[412]
- Commercial Generic Bioprocessing Apparatus - Kidney Cell Gene Expression (CGBA-KCGE)[413]
- Commercial Generic Bioprocessing Apparatus -
Synaptogenesis in Microgravity (CGBA-SM)[414]
- Microencapsulation Electrostatic Processing System
(MEPS)[415]
- StelSys Liver Cell Function Research (StelSys)[416]
- Gene, Immune and Cellular Responses to Single and Combined Space Flight Conditions - A (TripleLux-A)[417]
- Gene, Immune and Cellular Responses to Single and Combined Space Flight Conditions - B (TripleLux-B)[418]

#### Microbiologia
↑
- Microbial Drug Resistance Virulence (MDRV)[419]
- Effect of Spaceflight on Microbial Gene Expression and Virulence (Microbe)[420]
- National Laboratory Pathfinder - Cells (NLP-Cells)[421]
- National Laboratory Pathfinder - Vaccine - 1A (NLP-Vaccine-1A)[422]
- National Laboratory Pathfinder - Vaccine - 1B (NLP-Vaccine-1B)[423]
- National Lab Pathfinder - Vaccine - 1C (NLP-Vaccine-1C)[424]
- National Lab Pathfinder - Vaccine - 2 (NLP-Vaccine-2)[425]
- National Lab Pathfinder - Vaccine - 3 (NLP-Vaccine-3)[426]
- National Lab Pathfinder - Vaccine - 4 (NLP-Vaccine-4)[427]
- National Lab Pathfinder - Vaccine - 5 (NLP-Vaccine-5)[428]
- Passive Observatories for Experimental Microbial Systems (POEMS)[429]
- Streptococcus pneumoniae Expression of Genes in Space (SPEGIS)[430]
- Surface, Water and Air Biocharacterization - A Comprehensive Characterization of Microorganisms and Allergens in Spacecraft Environment (SWAB)[431]
- Yeast-Group Activation Packs (Yeast-GAP)[432]

#### Biologia vegetal
↑
- Advanced AstrocultureTM (ADVASC)[433]
- Biomass Production System (BPS)[434]
- Cambium (Cambium)[435]
- Cell Wall/Reverse Genetic Approach to Exploring Genes Responsible for Cell Wall Dynamics in Supporting Tissues of Arabidopsis Under Microgravity Conditions and Resist Wall/Role of Microtubule-Membrane-Cell Wall Continuum in Gravity Resistance in Plants (CWRW)[436]
- Gravity Related Genes in Arabidopsis - A (Genara-A)[437]
- Threshold Acceleration for Gravisensing (Gravi)[438]
- Threshold Acceleration for Gravisensing - 2 (Gravi-2)[439]
- Validating Vegetable Production Unit (VPU) Plants, Protocols, Procedures and Requirements (P3R) Using Currently Existing Flight Resources (Lada-VPU-P3R)[440]
- Molecular and Plant Physiological Analyses of the Microgravity Effects on Multigeneration Studies of Arabidopsis thaliana (Multigen)[441]
- National Laboratory Pathfinder - Cells - 3: Jatropha Biofuels (NLP-Cells-3)[442]
- The Optimization of Root Zone Substrates (ORZS) for Reduced Gravity Experiments Program (ORZS)[443]
- Photosynthesis Experiment and System Testing and Operation (PESTO)[444]
- Plant Generic Bioprocessing Apparatus (PGBA)[445]
- Transgenic Arabidopsis Gene Expression System (TAGES)[446]
- Analysis of a Novel Sensory Mechanism in Root Phototropism (Tropi)[447]

#### Creixement de cristalls en proteïnes
↑
- Advanced Protein Crystallization Facility - Extraordinary Structural Features of Antibodies from Camelids (APCF-Camelids)[448]
- Advanced Protein Crystallization Facility - Solution Flows and Molecular Disorder of Protein Crystals: Growth of High Quality Crystals, Motions of Lumazin Crystals and Growth of Ferritin Crystals (APCF-Crystal_Growth)[449]
- Advanced Protein Crystallization Facility - Effect of Different Growth Conditions on the Quality of Thaumatin and Aspartyl-tRNA Synthetase Crystals Grown in Microgravity (APCF-Crystal_Quality)[450]
- Advanced Protein Crystallization Facility - Crystallization of Human Low Density Lipoprotein (LDL) Subfractions in Microgravity (APCF-Lipoprotein)[451]
- Advanced Protein Crystallization Facility - Testing New Trends in Microgravity Protein Crystallization (APCF-Lysozyme)[452]
- Advanced Protein Crystallization Facility - Crystallization of the Next Generation of Octarellins (APCF-Octarellins)[453]
- Advanced Protein Crystallization Facility - Protein Crystallization in Microgravity, Collagen Model (X-Y-Gly) Polypeptides - the case of (Pro-Pro-Gly) 10 (APCF-PPG10)[454]
- Advanced Protein Crystallization Facility - Crystallization of Rhodopsin in Microgravity (APCF-Rhodopsin)[455]
- Commercial Protein Crystal Growth - High Density (CPCG-H)[456]
- Dynamically Controlled Protein Crystal Growth (DCPCG)[457]
- Protein Crystal Growth-Enhanced Gaseous Nitrogen Dewar (PCG-EGN)[458]
- Protein Crystal Growth-Single Locker Thermal Enclosure System-Improved Diffraction Quality of Crystals (PCG-STES-IDQC)[459]
- Protein Crystal Growth-Single Locker Thermal Enclosure System-Crystallization of the Integral Membrane Protein Using Microgravity (PCG-STES-IMP)[460]
- Protein Crystal Growth-Single Locker Thermal Enclosure System-Synchrotron Based Mosaicity Measurements of Crystal Quality and Theoretical Modeling (PCG-STES-MM)[461]
- Protein Crystal Growth-Single Locker Thermal Enclosure System-Crystallization of the Mitochondrial Metabolite Transport Proteins (PCG-STES-MMTP)[462]
- Protein Crystal Growth-Single Locker Thermal Enclosure System - Crystal Growth Model System for Material Science (PCG-STES-MS)[463]
- Protein Crystal Growth-Single Locker Thermal Enclosure System-Engineering a Ribozyme for Diffraction Properties (PCG-STES-RDP)[464]
- Protein Crystal Growth-Single Locker Thermal Enclosure System-Regulation of Gene Expression (PCG-STES-RGE)[465]
- Protein Crystal Growth-Single Locker Thermal Enclosure System-Science and Applications of Facility Hardware for Protein Crystal Growth (PCG-STES-SA)[466]
- Protein Crystal Growth-Single Locker Thermal Enclosure System-Vapor Equilibrium Kinetics Studies (PCG-STES-VEKS)[467]

#### Altres experiments del camp
↑
- Dome Gene Experiment (DomeGene)[468]
- Exposure Experiment (Expose)[469]
- Fischer Rat Thyroid Low Serum 5% (FRTL5)[470]
- High Quality Protein Crystallization (HQPC)[471]
- Detection of Changes in LOH Profile of TK mutants of Human Cultured Cells (LOH) - Gene Expression of p53-Regulated Genes in Mammalian Cultured Cells After Exposure to Space Environment (LOH-RadGene)[472]
- Effects of Microgravity on the Haemopoietic System: A Study on Neocytolysis (Neocytolysis)[473]
- PAthway DIfferent ACtivators (PADIAC)[474]
- ROle of Apoptosis in Lymphocyte Depression (ROALD)[475]
- Study of Space Environment Effects on PY17 Bacterial Spores on board Space Shuttle (Spore)[476]
- Waving and Coiling of Arabidopsis Roots at Different g-levels (WAICO)[477]

### Ciències dels materials i físics
↑

#### Ciència de la combustió
- Smoke Point In Co-flow Experiment (SPICE)[479]

#### Física de fluids
↑
- Capillary Flow Experiment (CFE)[480]
- DEvice for the study of Critical LIquids and Crystallization - High Temperature Insert (DECLIC-HTI)[481]
- Fluid Merging Viscosity Measurement (FMVM)[482]
- Miscible Fluids in Microgravity (MFMG)[483]
- Shear History Extensional Rheology Experiment (SHERE)[484]
- Selectable Optical Diagnostics Instrument-Influence of VIbrations on DIffusion of Liquids (SODI-IVIDIL)[485]

#### Ciència de materials
↑
- Binary Colloidal Alloy Test - 3 and 4: Critical Point (BCAT-3-4-CP)[486]
- Binary Colloidal Alloy Test - 3: Binary Alloys (BCAT-3-BA)[487]
- Binary Colloidal Alloy Test - 3: Surface Crystallization (BCAT-3-SC)[488]
- Binodal Colloidal Aggregation Test - 4: Polydispersion (BCAT-4-Poly)[489]
- Binary Colloidal Alloy Test - 5: Three-Dimensional Melt (BCAT-5-3D-Melt)[490]
- Binary Colloidal Alloy Test - 5: Compete (BCAT-5-Compete)[491]
- Binary Colloidal Alloy Test-5: Phase Separation (BCAT-5-PhaseSep)[492]
- Coarsening in Solid Liquid Mixtures-2 (CSLM-2)[493]
- DEvice for the study of Critical LIquids and Crystallization - Directional Solidification Insert (DECLIC-DSI)[494]
- EXPRESS Physics of Colloids in Space (EXPPCS)[495]
- Viscous Liquid Foam - Bulk Metallic Glass (Foam)[496]
- Investigating the Structure of Paramagnetic Aggregates from Colloidal Emulsions (InSPACE)[497]
- Investigating the Structure of Paramagnetic Aggregates from Colloidal Emulsions - 2 (InSPACE-2)[498]
- Materials International Space Station Experiment (MISSE 1, 2, 3, 4, 5, 6A, 6B, 7, and 8)[499][500][501][502][503]
- Materials Science Laboratory - Columnar-to-Equiaxed Transition in Solidification Processing and Microstructure Formation in Casting of Technical Alloys under Diffusive and Magnetically Controlled Convective Conditions (MSL-CETSOL_and_MICAST)[504]
- Toward Understanding Pore Formation and Mobility During Controlled Directional Solidification in a Microgravity Environment (PFMI)[505]
- Selectable Optical Diagnostics Instrument - Aggregation of Colloidal Solutions (SODI-Colloid) (Experiment de l'ISS)[506]
- Space-Dynamically Responding Ultrasonic Matrix System (SpaceDRUMS)[507]
- Solidification Using a Baffle in Sealed Ampoules (SUBSA)[508]
- Zeolite Crystal Growth (ZCG)[509]

#### Altres experiments del camp
↑
- Fundamental and Applied Studies of Emulsion Stability (FASES)[510]
- Simulation of Geophysical Fluid Flow Under Microgravity (Geoflow)[511]
- Chaos, Turbulence and its Transition Process in Marangoni Convection (Marangoni)[512]

### Desenvolupament tecnològic
↑

#### Caracterització de l'ambient de microgravetat en l'ISS
- Active Rack Isolation System - ISS Characterization Experiment (ARIS-ICE)[514]
- Microgravity Acceleration Measurement System (MAMS)[515]
- Space Acceleration Measurement System-II (SAMS-II)[516]

#### Control de l'entorn de l'ISS
↑
- Analyzing Interferometer for Ambient Air (ANITA)[517]
- JPL Electronic Nose (ENose)[518]
- Lab-on-a-Chip Application Development-Portable Test System (LOCAD-PTS)[519]
- Lab-on-a-Chip Application Development-Portable Test System - Exploration (LOCAD-PTS-Exploration)[520]
- Vehicle Cabin Atmosphere Monitor (VCAM)[521]

#### Tecnologies de picosatèl·lits i el seu control
↑
- Avatar Explore: Autonomous Robotic Operations Performed from the ISS (Avatar_Explore)[522][523]
- Dual RF Astrodynamic GPS Orbital Navigator Satellite (DRAGONSat)[524]
- Middeck Active Control Experiment-II (MACE-II)[525]
- Synchronized Position Hold, Engage, Reorient, Experimental Satellites (SPHERES)[526]
- Space Test Program-H2-Microelectromechanical System-Based (MEMS) PICOSAT Inspector (STP-H2-MEPSI)[527]
- Space Test Program-H2-Radar Fence Transponder (STP-H2-RAFT)[528]

#### Materials de naus espacials
↑
- Elastic Memory Composite Hinge (EMCH)[529]
- In Space Soldering Investigation (ISSI)[530]
- Pico-Satellite Solar Cell Experiment (PSSC)[531]
- Rigidizable Inflatable Get-Away-Special Experiment (RIGEX)[532][533][534]

#### Sistemes de naus espacials
↑
- Boiling eXperiment Facility - Microheater Array Boiling Experiment (BXF-MABE)[535]
- Boiling eXperiment Facility - Nucleate Pool Boiling eXperiment (BXF-NPBX)[536]
- Dust and Aerosol Measurement Feasibility Test (DAFT)[537]
- Delay Tolerant Networking (DTN)[538]
- Maui Analysis of Upper Atmospheric Injections (MAUI)[539]
- Multi-User Droplet Combustion Apparatus - Flame Extinguishment Experiment (MDCA-FLEX)[540]
- Smoke and Aerosol Measurement Experiment (SAME)[541]
- Space Communications and Navigation Testbed (SCAN_Testbed)[542]
- Shuttle Exhaust Ion Turbulence Experiments (SEITE)[543]
- Shuttle Ionospheric Modification with Pulsed Localized Exhaust Experiments (SIMPLEX)[544]
- Serial Network Flow Monitor (SNFM)[545]

#### Entorns orbitals i naus espacials
↑
- Atmospheric Neutral Density Experiment - 2 (ANDE-2)[546]
- Ram Burn Observations (RAMBO)[547]
- Space Test Program-H2-Atmospheric Neutral Density Experiment (STP-H2-ANDE)[548]

#### Altres experiments del camp
↑
- DEBris In Orbit Evaluator - 2 (DEBIE-2)[549]
- EuTEF Thermometer (EuTemp)[550]
- Earth Viewing Camera (EVC)[551]
- Activation and Test Downlink of HDTV System (JAXA-HDTV)[552]
- Particle Flux Demonstrator (Particle_Flux)[553]
- Tribology Laboratory (TriboLab)[554]

### Ciència espacial i terrestre
↑

#### Ciència terrestres
- Agricultural Camera (AgCam)[556]
- Crew Earth Observations (CEO)[557]
- Crew Earth Observations - International Polar Year (CEO-IPY)[558]

#### Ciència espacial
↑
- Alpha Magnetic Spectrometer - 02 (AMS-02)[559]

#### Altres controls i observatoris del planeta
↑
- DOSimetry TELescopes (DOSTEL)[560]
- Flux (Phi) Probe EXperiment - Time resolved Measurement of Atomic Oxygen (FIPEX)[561]
- HICO and RAIDS Experiment Payload - Hyperspectral Imager for the Coastal Ocean (HREP-HICO)[562]
- HICO and RAIDS Experiment Payload - Remote Atmospheric and Ionospheric Detection System (RAIDS) (HREP-RAIDS)[563]
- RaDI-N (RaDI-N)[564]

### Resultats d'operacions a l'ISS
↑

#### Ciència inicial per a la tripulació
- Science of Opportunity (Saturday_Morning_Science)[566]

#### Activitats educatives
↑
- Amateur Radio on the International Space Station (ARISS)[567]
- Education - How Solar Cells Work (Education-Solar_Cells)[568]
- International Space Station Inflight Education Downlinks (Inflight_Education_Downlinks)[569]

#### Control de l'entorn de l'ISS
↑
- Anomalous Long Term Effects in Astronauts' - Dosimetry (ALTEA-Dosi)[570]
- International Space Station Acoustic Measurement Program (ISS_Acoustics)[571]

#### Control mèdic de membres de l'ISS
↑
- Clinical Nutrition Assessment of ISS Astronauts, SMO-016E (Clinical_Nutrition_Assessment)[572]

#### Sistemes de naus espacials
↑
- International Space Station Zero-Propellant Maneuver (ZPM) Demonstration (ZPM)[573]

#### Entorns orbitals i naus espacials
↑
- Analysis of International Space Station Plasma Interaction (Plasma_Interaction_Model)[574]

#### Station Development Test Objective
↑
- Validation of On-Orbit Methodology for the Assessment of Cardiac Function and Changes in the Circulating Volume Using Ultrasound and Braslet-M Occlusion Cuffs, SDTO 17011 U/R (Braslet)[575]
- Component Repair Experiment - 1, SDTO 17012U (CRE-1)[576]
- Soldering in Reduced Gravity Experiment, SDTO 17003-U (SoRGE)[577]
- Solid State Lighting Module, SDTO 15008U (SSLM)[578]

#### Supplementary Medical Objective
↑
- Periodic Fitness Evaluation with Oxygen Uptake Measurement (PFE-OUM)[579]

## Activitats científiques i investigació d'Energia RSC a l'ISS
↑

### Investigació de la vida humana
- Sprut-MBI (Experiment de l'ISS)[582]
- Parodont (Experiment de l'ISS)[583]
- Cardio-ODNT (Experiment de l'ISS)[584]
- Mass Transfer (Experiment de l'ISS)[585]
- Prognos (Experiment de l'ISS)[586]
- Brados (Experiment de l'ISS)[587]
- Farma (Experiment de l'ISS)[588]
- Poligen (Experiment de l'ISS)[589]
- Diurez (Experiment de l'ISS)[590]
- Biotest (Experiment de l'ISS)[591]
- Biotest-1 (Experiment de l'ISS)[592]
- Profilaktika (Experiment de l'ISS)[593]
- Pulse (Experiment de l'ISS)[594]
- BIMS (Experiment de l'ISS)[595]
- Biorisk (Experiment de l'ISS)[596]
- Rastenia-2 (Experiment de l'ISS)[597]
- Pilot (Experiment de l'ISS)[598]
- Intercellular Interaction (Experiment de l'ISS)[599]
- Gematologia (Experiment de l'ISS)[600]
- Plasmida (Experiment de l'ISS)[601]
- Statokonia (Experiment de l'ISS)[602]
- Regeneratsia (Experiment de l'ISS)[603]
- Akvarium (Experiment de l'ISS)[604]
- Sonokard (Experiment de l'ISS)[605]
- Vzaimodeystviye (Experiment de l'ISS)[606]
- Dykhanie (Experiment de l'ISS)[607]
- Pneumocard (Experiment de l'ISS)[608]
- Rastenia (Experiment de l'ISS)[609]
- Tipologia (Experiment de l'ISS)[610]

### Investigació geofísica
↑
- Uragan (Experiment de l'ISS)[612]
- Relaksatsia (Experiment de l'ISS)[613]
- Molnyia-SM (Experiment de l'ISS)[614]
- Vsplesk (Experiment de l'ISS)[615]
- Impuls (Experiment de l'ISS)[616]
- Plazma-Progress (Experiment de l'ISS)[617]
- Plazma-MKS (Experiment de l'ISS)[618]
- Ten'-Mayak (Experiment de l'ISS)[619]

### Cerca de recursos terrestres
↑
- Diatomeya (Experiment de l'ISS)[621]
- Volny (Experiment de l'ISS)[622]
- Rusalka (Experiment de l'ISS)[623]
- Seiner (Experiment de l'ISS)[624]
- Ekon (Experiment de l'ISS)[625]

### Biotecnologia espacial
↑
- CPCF-2 (Experiment de l'ISS)[627]
- Mimetik-K (Experiment de l'ISS)[628]
- Biodegradation (Experiment de l'ISS)[629]
- Conjugation (Experiment de l'ISS)[630]
- MSK (Experiment de l'ISS)[631]
- KAF (Experiment de l'ISS)[632]
- Vaktsina-K (Experiment de l'ISS)[633]
- Bioekologia (Experiment de l'ISS)[634]
- Interleukin-K (Experiment de l'ISS)[635]
- Bioemulsia (Experiment de l'ISS)[636]
- Glikoproteid (Experiment de l'ISS)[637]
- Biotrek (Experiment de l'ISS)[638]
- Antigen (Experiment de l'ISS)[639]
- Lactolen (Experiment de l'ISS)[640]
- ARIL (Experiment de l'ISS)[641]
- OChB (Experiment de l'ISS)[642]
- Astrovaktsina (Experiment de l'ISS)[643]
- Zhenshen-2 (Experiment de l'ISS)[644]
- Kaskad (Experiment de l'ISS)[645]
- BIF (Experiment de l'ISS)[646]
- Bakteriofag (Experiment de l'ISS)[647]
- Structura (Experiment de l'ISS)[648]
- Konstanta (Experiment de l'ISS)[649]

### Investigació tècnica
↑
- Tenzor (Experiment de l'ISS)[651]
- Iskazhenye (Experiment de l'ISS)[652]
- Privyazka (Experiment de l'ISS)[653]
- Identificatsia (Experiment de l'ISS)[654]
- Izgib (Experiment de l'ISS)[655]
- Infrazvuk-M (Experiment de l'ISS)[656]
- Meteoroid (Experiment de l'ISS)[657]
- Vektor-T (Experiment de l'ISS)[658]
- Scorpion (Experiment de l'ISS)[659]
- Kromka (Experiment de l'ISS)[660]
- Acoustika-M (Experiment de l'ISS)[661]
- Toksichnost (Experiment de l'ISS)[662]
- Radioskaf (Experiment de l'ISS)[663]
- Sreda-MKS (Experiment de l'ISS)[664]
- Infotekh (Experiment de l'ISS)[665]
- Kontur (Experiment de l'ISS)[666]
- Veterok (Experiment de l'ISS)[667]
- BAR (Experiment de l'ISS)[668]
- Expert (Experiment de l'ISS)[669]

### Activitats del contracte
↑
- GTS (Experiment de l'ISS)[671]
- GTS-2 (Experiment de l'ISS)[672]
- Vzglyad (Experiment de l'ISS)[673]
- Biosfera (Experiment de l'ISS)[674]
- LEGO (Experiment de l'ISS)[675]
- Popular Mechanics (Experiment de l'ISS)[676]
- MPAC & SEED (Experiment de l'ISS)[677]
- HDTV (Experiment de l'ISS)[678]
- Starmail (Experiment de l'ISS)[679]
- GCF-JAXA (Experiment de l'ISS)[680]
- ROKVISS (Experiment de l'ISS)[681]
- Neurocog (Experiment de l'ISS)[682]
- Cardiocog (Experiment de l'ISS)[683]
- Neurocog-3 (Experiment de l'ISS)[684]
- 3DPC (Experiment de l'ISS)[685]
- 3DPC-2 (Experiment de l'ISS)[686]
- SCN (Experiment de l'ISS)[687]
- Cardiocog-4 (Experiment de l'ISS)[688]
- NOA (Experiment de l'ISS)[689]
- IMMUNO (Experiment de l'ISS)[690]
- Golf (Experiment de l'ISS)[691]
- Myocite (Experiment de l'ISS)[692]
- Stroma (Experiment de l'ISS)[693]
- Amphybody (Experiment de l'ISS)[694]
- Tubul (Experiment de l'ISS)[695]
- MIA (Experiment de l'ISS)[696]
- NKA (Experiment de l'ISS)[697]
- Bioculture (Experiment de l'ISS)[698]
- Altcriss (Experiment de l'ISS)[699]
- Cult (Experiment de l'ISS)[700]
- Sample-LDM (Experiment de l'ISS)[701]
- AT-SPACE (Experiment de l'ISS)[702]
- BIOKIN 4 (Experiment de l'ISS)[703]
- PKINASE (Experiment de l'ISS)[704]
- EXPOSE-R (Experiment de l'ISS)[705]
- Pille-Simonyi-2 (Experiment de l'ISS)[706]
- Sample (Experiment de l'ISS)[707]

### Estudi dels raigs còsmics
↑
- Platan (Experiment de l'ISS)[709]
- BTN-Neutron (Experiment de l'ISS)[710]
- Matryoshka-R (Experiment de l'ISS)[711]

### Projectes eduactius i humanitàris
↑
- Kolibry Project (Experiment de l'ISS)[713]
- Konstructor Project (Experiment de l'ISS)[714]
- MATI-75 (Experiment de l'ISS)[715]
- MAI-75 (Experiment de l'ISS)[716]
- Fizika-Obrazovanie (Experiment de l'ISS)[717]

### Tecnologia espacial i ciència de materials
↑
- SVS (Experiment de l'ISS)[719]
- Kristallizator (Experiment de l'ISS)[720]
- PKE Nefedov plasma crystal experiment[277][278] (experiment rus/alemany, 1998 - 2004)
- PK-3 Plus plasma crystal experiment[279][280][281] (experiment rus/alemany)

## Altres
En el maig de 2011, la missió STS-134 del Transbordador Espacial Endeavour se'n va endur 13 kits de Lego a l'ISS, on els astronautes van construir models i van veure com reaccionen en condicions de microgravetat, com a part del programa Lego Bricks in Space. Els resultats van ser compartits amb escoles com a part d'un projecte educatiu.